# 遺伝子組換えカイコ
遺伝子組換えカイコ（いでんしくみかえかいこ、英名：transgenic silkworms, genetically modified silkworms ）とは、遺伝子組換え技術により他の生物由来の外来遺伝子を導入したカイコである。

## 背景
カイコは、遺伝子組換え技術を用いるうえで様々な利点を有する。養蚕の歴史は約5千年と長く、品種改良・飼育技術・家畜化が確立されている。通年・無菌飼育も可能である。幼虫・成虫ともに性質が穏やかで、1千頭/m2程度の高密度での大量飼育が可能である。エサは1頭当たり約2円(桑)～20円(人工飼料)と安い。また、遺伝学や生理学研究の実験昆虫としての知見の蓄積もある。2008年にはゲノム配列が解読されている。遺伝子組換えの大腸菌や酵母による物質生産には培養タンクが不可欠だが、カイコはより簡易に飼育が可能という利点もある。

## 日本での研究開発と実用化
農林水産省蚕糸・昆虫農業技術研究所（現、国立研究開発法人農業・食品産業技術総合研究機構）がカイコ卵に外来遺伝子を顕微注射することにより2000年に世界で初めて開発した。2008年には、オワンクラゲの緑色蛍光タンパク質（GFP）によって光るシルクを作ることに成功した。

### 沿革

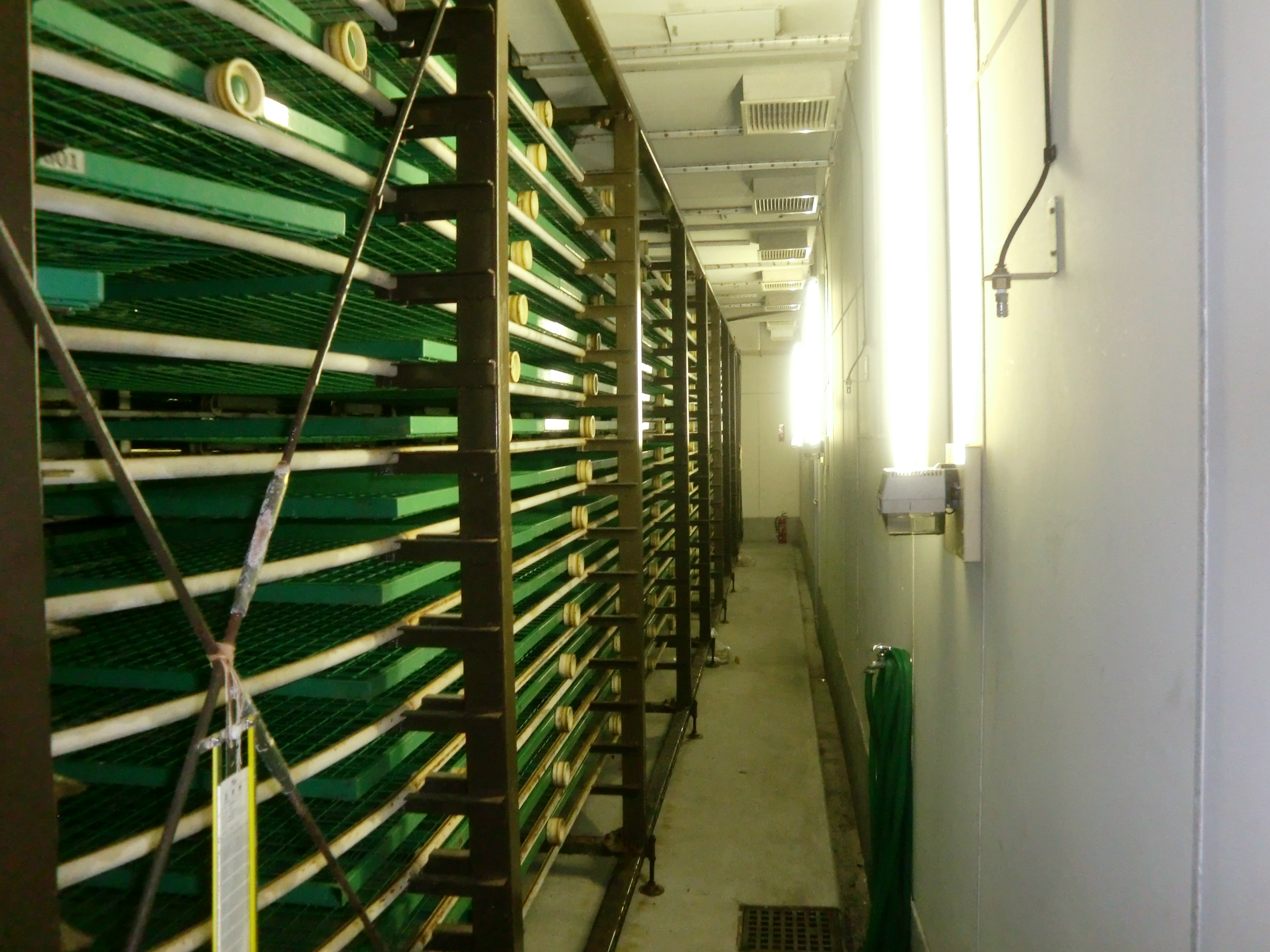
ロータリー式中央稚蚕飼育機：JA前橋市桂萱稚蚕共同飼育所（前橋市上泉町1,729）昭和62年完成

- 2000年（平成12年） - カイコでの遺伝子組換えの成功を発表。
- 2008年（平成20年） - 蛍光シルクを用いたニットドレス等の試作。
  - カイコゲノムを完全解読。
- 2011年（平成23年）
  - 5月24日、ヒトフィブリノゲンの生産に成功（免疫生物研究所・日本製粉）[1]
  - 組換えシルクを用いた浜ちりめんの試作。
  - 検査薬や化粧品の実用化。
  - 11月 - 12月、群馬県蚕糸技術センターでの大量飼育試験（飼育頭数：3万頭 掃立5,000頭×6枚）[2][3]
- 2012年（平成24年） - 2月15日、公開シンポジウム『カイコ産業の未来』を開催（主催：群馬県・農業生物資源研究所）[4]
  - 3月1日、遺伝子組換えカイコ事業部を免疫生物研究所（IBL）が新設。[5]
- 2013年（平成25年）- 3月12日、群馬県にて、免疫生物研究所、前橋遺伝子組換えカイコ飼育組合と連携し、稚蚕共同飼育所を活用して掃立1回につき約10万頭の大量飼育を計画している[6]。
- 2017年（平成29年） - 9月27日、カルタヘナ法による第一種使用等の大臣承認を受け、前橋市の養蚕農家で飼育を開始し繭を出荷した[7]。なお、養蚕農家での飼育は3齢以降に制限された。
- 2019年（令和元年） - 群馬県蚕糸技術センターが第二種使用の確認を受けずに品種を飼育し、カルタヘナ法による行政処分を受けた[8]。ただし拡散防止処置は適切であり、同年9月12日、同品種が第一種使用の承認を受けている[9]。

### 産業利用
農業生物資源研究所による成果は、蛍光シルクだけでなく、以下のような日本の民間企業の産業利用向けの研究にも利用されている
- 人血清アルブミン (HSA)[10]
- マウスモノクロナール抗体分子 (igG)[11]
- ヒト1型コラーゲンa1鎖[12]
- インターフェロン[13][14][15]

## 米ノートルダム大学での例
米国のノートルダム大学では、クモの遺伝子を導入したカイコの実験を行い、カイコとクモの両方のシルクタンパク質を含んだ糸を作った。この糸は、手術用の縫合糸や義手／義足、腱、人工組織培養の足場、マイクロカプセルといった用途が想定されている。

## 関連資料
- 栗原宏征, 井戸隆喜, 山田勝成. "カイコを用いたタンパク質医薬品製造." 繊維学会誌 63.9 (2007): P_266-P_269.
- 浜本洋, 関水和久. "カイコをモデル動物とした創薬." 生化学 86.5 (2014): 578-582.
- 関水和久. "医薬品・食品の評価のための実験動物としてのカイコの有用性." YAKUGAKU ZASSHI 137.5 (2017): 551-562.
- 瀬筒秀樹, 笠嶋(炭谷)めぐみ, 近藤まり, 小林功, 高須陽子, 鈴木誉保, 米村真之, 飯塚哲也, 内野恵郎, 田村俊樹, 坪田拓也, 2018. 遺伝子組換えカイコによる医薬品開発プラットフォームの構築. YAKUGAKU ZASSHI, 138(7), pp.863-874.
- 冨田正浩. "バイオ医薬品製造に向けた GMP 組換えカイコの大量飼育技術開発." YAKUGAKU ZASSHI 138.7 (2018): 875-884.
- 太田悠葵, 立松謙一郎, 亀田康太郎, 小泉匠, 川崎ナナ, and 瀬筒秀樹. "遺伝子組換えカイコによる抗体医薬品の開発と課題." Journal of the Mass Spectrometry Society of Japan 66, no. 4 (2018): 164-169.
- 坪田拓也. "遺伝子組換えカイコの作出および産業利用の高度化." (2019): 21-27.
- 関水和久, 浜本洋. "カイコの食品, 医薬品の評価動物としての利用." マイコトキシン (2019): 70-1.